# Forbidden Valley (1957)
Forbidden Valley (Naar de verboden vallei) is een stripverhaal van Carl Barks, met Donald Duck en Kwik, Kwek en Kwak in de hoofdrol. Het verhaal kwam uit in december 1956 en verscheen in juli 1957 voor het eerst in de Amerikaanse en Australische stripbladen. In 1987 verscheen het verhaal in het Nederlands in de Donald Duck.

## Verhaal
De augurkenoogst van Duckstad wordt ernstig bedreigd door een agressieve snuitkeversoort, waar geen enkel verdelgingsmiddel tegen bestand is. De enige natuurlijke vijand van de kever is een wesp genaamd junglum ratibus, die leeft in het Amazonewoud. Donald en de drie neefjes worden uitgekozen om de wesp te gaan halen, zodat de Duckstadse oogst toch nog kan worden gered. Ze worden tijdens hun tocht naar Zuid-Amerika stiekem gevolgd door de groothandelaar Venijn McSnekke, die erop uit is de Duckstadse oogst volledig te laten mislukken zodat hij eindelijk zijn eigen voorraad geconserveerde spruiten aan de man kan brengen.
Donald en de neefjes arriveren in een verborgen vallei, waar nog dinosauriërs blijken te leven. Wanneer ze proberen te ontsnappen aan een Tyrannosaurus, slaat deze op de vlucht voor dezelfde wesp waar ze naar op zoek zijn. Het lukt Donald en de neefjes om een aantal van de wespen in een doosje te vangen en daarmee de andere dinosaurussen op de vlucht te jagen, zodat ze de vallei uit kunnen komen. Venijn McSnekke wacht hen intussen op bij de uitgang van de vallei, samen met een groep indianen met wie hij een deal heeft gesloten. Het plan om ze tegen te houden mislukt doordat de groep op hol geslagen dinosaurussen zich als eerste een weg naar buiten baant.
Terug in Duckstad besluit Venijn McSnekke om Donald en de neefjes nu maar te helpen, nadat hij zijn eigen spruiten heeft geproefd en constateert dat ze vreselijk smaken.

## Vervolg
Keno Don Rosa schreef een vervolg op het verhaal, Escape from Forbidden Valley, dat zich chronologisch enkele jaren na het verhaal van Barks afpeelt. In dit verhaal heeft ook Oom Dagobert een rol.